# Eparchie Bijnor
De eparchie Bijnor (Latijn: Dioecesis Biinorensis) is een Syro-Malabar-katholieke eparchie met als zetel Kotdwar, in India. De eparchie is suffragaan aan het aartsbisdom Agra. 

## Geschiedenis
De eparchie werd opgericht op 23 maart 1972, als het apostolisch exarchaat Bijnor, uit delen van het bisdom Meerut. Op 26 februari 1977 werd het verheven tot eparchie. 

## Parochies
De eparchie had in 2020 een oppervlakte van 33.819 km2 en telde 11.002.450 inwoners waarvan 0,04% rooms-katholiek was.

## Bisschoppen
- Gratian Mundadan (1972 - 14 augustus 2009)
- John Vadakel (14 augustus 2009 - 30 augustus 2019)
- Vincent Nellaiparambil (30 augustus 2019 - heden)

Agra (aartsbisdom) · Ajmer · Allahabad · Bareilly · Bijnor (Syro-Malabar) · Gorakhpur (Syro-Malabar) · Jaipur · Jhansi · Lucknow · Meerut · Udaipur · Varanasi